# Cogullada (Carcaixent)
Cogullada és un llogaret de la Ribera del municipi de Carcaixent des de 1589. Antigament era una alqueria islàmica d'Alzira. Es va despoblar per les inundacions del riu Xúquer. Per aquesta causa els seus habitants anaren a viure a Carcaixent.

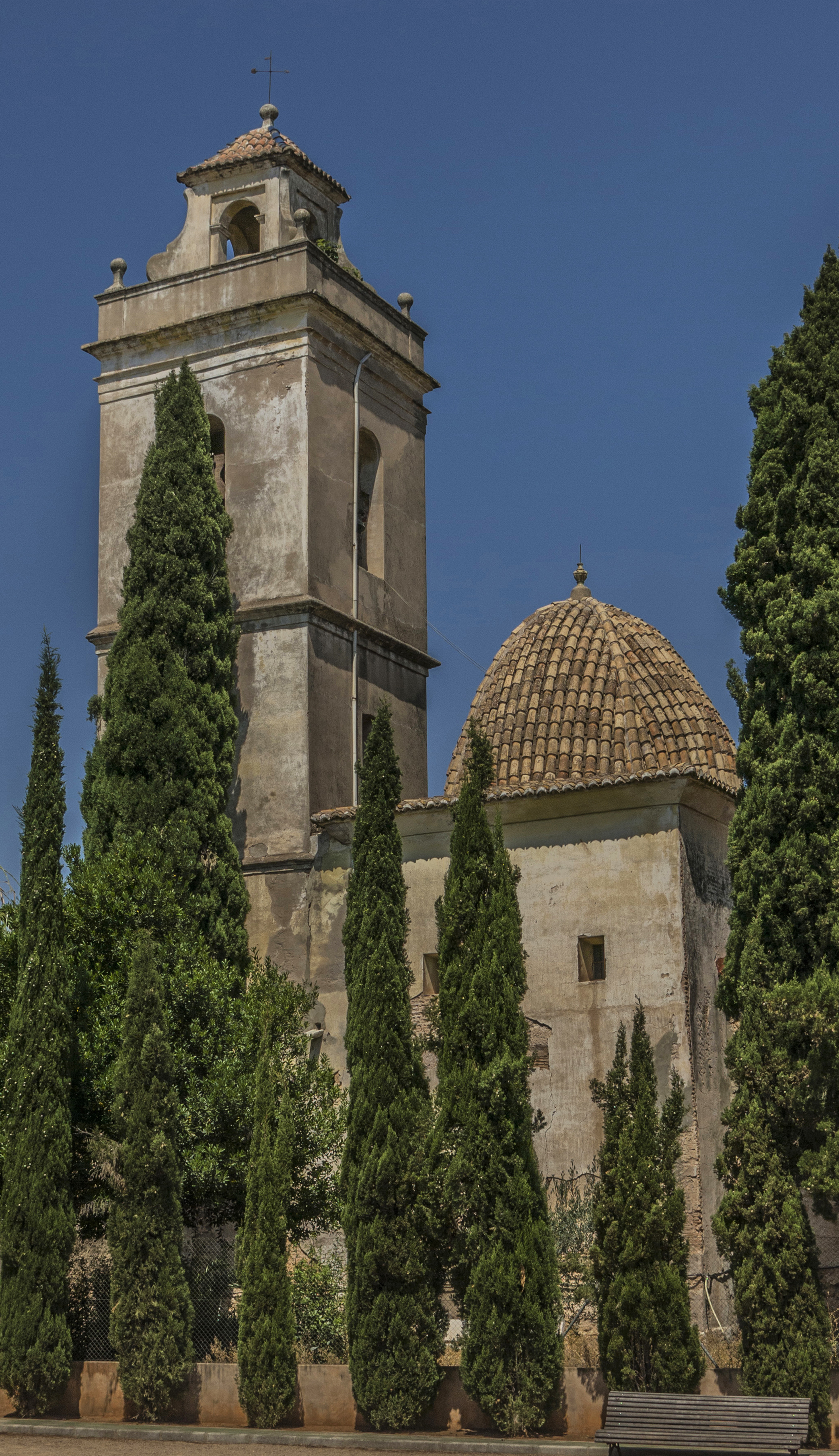
Església de Sant Bartomeu

## Dades de població
L'any 2022 havia 208 habitants.